# Klara Semb
Klara Semb, född 1884 i Kristiania, död 1970 i Oslo, var en norsk danspedagog, ungdomsledare och ledare för folkdanskurser i Noregs Ungdomslag. Hon tog upp arvet efter Hulda Garborg och utförde ett stort arbete med att samla och koreografera turdanser och dansvisor. Hon samlade även bunadtraditioner från olika delar av Norge.
Semb gav bland annat ut Norske Folkeviser (1920), Norske Folkedansar (4 band, 1921–1958) och barnboken Danse, danse dokka mi (1958).